# REAPER
REAPER (абрв. від Rapid Environment for Audio Production, Engineering, and Recording) - це цифрова аудіо робоча станція та програмне забезпечення MIDI-секвенсора, створене компанією Cockos Поточна версія доступна для Microsoft Windows (XP і новіших версій) і macOS (10.5 і новіших версій), а також для Linux. REAPER працює з більшістю стандартних форматів плагінів (таких як VST і AU) і може імпортувати всі широко використовувані медіаформат, включаючи відео. REAPER і включені в нього плагіни доступні в 32-бітному і 64-бітному форматі. 

## Функції
Reaper підтримує багатодоріжковий запис і редагування, запис і редагування MIDI, внутрішній даунмікс в нереальному часі й зациклення ефектів по доріжках. Концепція маршрутизації обходиться без спеціальної шини, допоміжних і MIDI-доріжок; кожна доріжка може містити як аудіо, так і MIDI-дані. Багатодоріжкове редагування можливе за допомогою групування об'єктів аналогічно до Samplitude. Групувати можна як окремі елементи, так і цілі доріжки. Редактор для безпосередньої маніпуляції з осцилограмами на рівні семплів відсутній. Як і в інших комерційних DAW, REAPER поставляється зі стандартними ефектами, такими як еквалайзери, компресори та реверберація. 
Серед інших особливостей:
- Підтримка загальних стандартів драйверів і плагінів: ASIO, WDM, WASAPI, ALSA, PulseAudio, JACK, VST2, VST3, DXi, AU, LV2
- Внутрішній 64-бітний аудіо движок
- Команди управління по протоколу MIDI або OSC
- Reaper-внутрішня модуляція параметрів інструментів і ефектів (за допомогою LFO, звуку або інших параметрів)
- До 64 аудіоканалів на доріжку
- низькі вимоги до пам'яті та ресурсів (завантаження: <15 МБ)
- портативність (можлива установка на флешпам'ять)
- активний розвиток з щомісячними оновленнями
- відсутність захисту від копіювання
- онлайн-спільнота

## Плагіни
- ReaComp (сайд-ланцюговий компресор)
- ReaControlMIDI (обробка MIDI-даних в реальному часі)
- ReaDelay (затримка на кілька натискань)
- ReaEQ (параметричний необмежений смуговий еквалайзер з фоновим частотним спектром)
- ReaFir (багатоцільовий плагін, включаючи FFT еквалайзер, фільтр шуму і т.д.)
- ReaGate (ворота з додатковим входом для бічного ланцюга)
- ReaInsert
- ReaLimit
- ReaNINJAM (плагін-версія автономного додатку для створення живої музики через інтернет)
- ReaPitch (зміна висоти тону, різні алгоритми на вибір)
- ReaStream
- ReaSurround (багатоканальний панораматор об'ємного звучання)
- ReaTune (корекція висоти тону а-ля AutoTune, автоматична або ручна)
- ReaVerb (згорткова реверберація)
- ReaVerbate (проста реверберація)
- ReaVocode (простий вокодер)
- ReaVoice
- ReaXComp (багатодіапазонний компресор)
- ReaSamplOmatic5000 (пробовідбірник безпосередньо з диска з функцією кругового циклу)
- ReaSynDr
- ReaSynth (простий генератор сигналів)
- Різноманітні JS (Jesusonic) плагіни (200+, включаючи лімітер, фільтр, ексайтер, деессер, стерео візуалізатор, кільцевий модулятор, лупер, хорус, секвенсор / мідіінструменти й т.д.)

## Історія змін
- Перший публічний реліз - 23 грудня 2005 року як freeware
- 1.0 - випущено 23 серпня 2006 року як умовно-безкоштовне програмне забезпечення
- 2.0 - 10 жовтня 2007 року
  - 2.43 - 30 липня 2008 року: Бета-версія з підтримкою Mac OS X та Windows x64.
  - 2.56 - 2 березня 2009 року: Фіналізовано порти для Mac OS X та Windows x64.
- 3.0 - 22 травня 2009 року
- 4.0 - 3 серпня 2011 року
  - Розпочато роботу над підтримкою Linux.
- 5.0 - 12 серпня 2015 року
  - Підтримка Linux в бета-версії
- 5.981 - 22 липня 2019 року
  - Кумулятивні поліпшення і вдосконалення, зокрема режим нотації MIDI-редактора (новий в 5.20), підтримка VST3, Reascript, підтримка відео, групування елементів управління, автоматизація FX-параметрів, режими огинаючої, нові функції API, нові дії і багато іншого.
- 6.0 - 3 грудня 2019 року